# Miho Nakayama Concert Tour '95 f
『Miho Nakayama Concert Tour '95 f』（ミホ・ナカヤマ コンサート・ツアー ナインティー・ファイブ エフ）は、中山美穂の7作目のライブビデオ。1996年3月16日にキングレコードからリリースされた（KIVM-201）。

## 解説
- 1995年9月から11月にかけて行われたコンサートツアー「Miho Nakayama Concert Tour '95 "f"」（全国34公演）から、11月24日、25日の中野サンプラザ公演を収録している。
- 中山の完全収録のライブビデオは、本作が初である。
- 同年9月に発売されたアルバム『Mid Blue』を軸にした構成だったため、ライブの定番曲「ヨッシャ!」は珍しく外されていたが、東京公演では観客のリクエストにより披露された。
- 翌年シングルとして発売された「Thinking about you〜あなたの夜を包みたい〜」は、当公演中に初披露されたが、シングルとは違うアレンジである。
- 2003年に発売された『Miho Nakayama Complete DVD BOX』にも収納されているが、版権の問題から同BOX版では「HERO」のみカットされている。

## 収録曲
1. アカペラ〜女神たちの冒険
2. CHEERS FOR YOU
3. ただ泣きたくなるの
4. AFTERNOON
5. BROWN SHOES
6. 抱きしめたい
7. 追憶 -Reminiscence-
8. Rosa
9. MANA
10. 世界中の誰よりきっと
11. SWEET N' SOUR SOUP
12. 16ブランコ
13. LOVE
14. Thinking about you〜あなたの夜を包みたい〜
15. SMILE AGAIN
16. Hurt to Heart〜痛みの行方〜
17. これからのI Love You
18. ふったりのphotograph
19. ヨッシャ!
20. HERO